# Hibernian Football Club 2017-2018
Questa voce raccoglie le informazioni riguardanti l'Hibernian Football Club nelle competizioni ufficiali della stagione 2017-2018.

## Stagione
- In Scottish Premiership l'Hibernian si classifica al 4º posto (67 punti), dietro a Celtic, Aberdeen e Rangers.
- In Scottish Cup viene eliminato al quarto turno dagli Hearts (1-0).
- In Scottish League Cup viene eliminato in semifinale dal Celtic (2-4).

## Maglie e sponsor
| Casa | Trasferta | Terza divisa |

## Rosa
| N. |                        | Ruolo | Calciatore            |
| -- | ---------------------- | ----- | --------------------- |
| 1  | Israele (bandiera)     | P     | Ofir Marciano         |
| 2  | Scozia (bandiera)      | D     | David Gray (capitano) |
| 3  | Scozia (bandiera)      | D     | Steven Whittaker      |
| 4  | Scozia (bandiera)      | D     | Paul Hanlon           |
| 5  | Inghilterra (bandiera) | D     | Liam Fontaine         |
| 6  | Inghilterra (bandiera) | C     | Marvin Bartley        |
| 7  | Scozia (bandiera)      | C     | John McGinn           |
| 8  | Lituania (bandiera)    | C     | Vykintas Slivka       |
| 9  | Lituania (bandiera)    | A     | Deivydas Matulevičius |
| 10 | Scozia (bandiera)      | C     | Dylan McGeouch        |
| 11 | Scozia (bandiera)      | C     | Danny Swanson         |
| 14 | Marocco (bandiera)     | D     | Faycal Rherras        |
| 15 | Scozia (bandiera)      | A     | Simon Murray          |

| N. |                        | Ruolo | Calciatore      |
| -- | ---------------------- | ----- | --------------- |
| 16 | Scozia (bandiera)      | D     | Lewis Stevenson |
| 17 | Scozia (bandiera)      | C     | Martin Boyle    |
| 19 | Australia (bandiera)   | A     | Jamie Maclaren  |
| 20 | Inghilterra (bandiera) | A     | Brandon Barker  |
| 21 | Scozia (bandiera)      | P     | Ross Laidlaw    |
| 22 | Svizzera (bandiera)    | A     | Florian Kamberi |
| 24 | Scozia (bandiera)      | D     | Darren McGregor |
| 25 | Nigeria (bandiera)     | D     | Efe Ambrose     |
| 28 | Irlanda (bandiera)     | A     | Anthony Stokes  |
| 31 | Scozia (bandiera)      | P     | Cammy Bell      |
| 32 | Scozia (bandiera)      | A     | Oli Shaw        |
| 33 | Scozia (bandiera)      | C     | Fraser Murray   |
| 36 | Scozia (bandiera)      | D     | Ryan Porteous   |

## Risultati

### Scottish Premiership

#### Prima fase
| Arbitro: | Nick Walsh |

|                                                               |           |                  |
| Martin Boyle 14’ Steven Whittaker 33’ Simon Murray 52’ (rig.) | Marcatori | 7’ Chris Erskine |

| Arbitro: | John Beaton |

|                                        |           |                                                                 |
| Alfredo Morelos 3’ James Tavernier 81’ | Marcatori | 21’ Simon Murray 39’ (aut.) James Tavernier 65’ Vykintas Slivka |

| Arbitro: | Steven McLean |

|                       |           |                                                                  |
| Anthony Stokes 90'+3’ | Marcatori | 52’ (rig.) Rakish Bingham 69’ Louis Longridge 88’ Rakish Bingham |

| Arbitro: | Don Robertson |

|                      |           |                    |
| Kevin Holt 9’ (rig.) | Marcatori | 39’ Anthony Stokes |

| Arbitro: | Nick Walsh |

|                                |           |                       |
| Michael Francis O'Halloran 48’ | Marcatori | 61’ (aut.) Paul Paton |

| Arbitro: | Barry Cook |

|                                              |           |                                 |
| Anthony Stokes 21’ (rig.) Anthony Stokes 57’ | Marcatori | 64’ Louis Moult 74’ Louis Moult |

| Arbitro: | Andrew Dallas |

|  |           |                 |
|  | Marcatori | 13’ Paul Hanlon |

| Arbitro: | Willie Collum |

|                                         |           |                                 |
| Callum McGregor 15’ Callum McGregor 80’ | Marcatori | 53’ John McGinn 77’ John McGinn |

| Arbitro: | Steven McLean |

|  |           |                        |
|  | Marcatori | 38’ Gary Mackay-Steven |

| Arbitro: | Stephen Finnie |

|  |           |                                                      |
|  | Marcatori | 10’ John McGinn 61’ Simon Murray 90'+3’ Martin Boyle |

| Arbitro: | Andrew Dallas |

|                 |           |  |
| Simon Murray 3’ | Marcatori |  |

| Arbitro: | Bobby Madden |

|  |           |                  |
|  | Marcatori | 27’ Martin Boyle |

| Arbitro: | Graham Beaton |

|                                  |           |                  |
| Martin Boyle 1’ Simon Murray 63’ | Marcatori | 21’ Marcus Haber |

| Arbitro: | Craig Thomson |

|                              |           |                                           |
| Anthony Stokes 90'+1’ (rig.) | Marcatori | 74’ Murray Davidson 90'+3’ Steven MacLean |

| Arbitro: | Don Robertson |

|                    |           |                  |
| Antonio Rojano 72’ | Marcatori | 29’ Simon Murray |

| Arbitro: | Craig Thomson |

|  |           |                        |
|  | Marcatori | 48’ (aut.) Adam Barton |

| Arbitro: | John Beaton |

|                              |           |                                       |
| Efe Ambrose 76’ Oli Shaw 79’ | Marcatori | 60’ Scott Sinclair 64’ Scott Sinclair |

| Arbitro: | Kevin Clancy |

|                    |           |                                         |
| Lewis Stevenson 9’ | Marcatori | 42’ Josh Windass 45'+2’ Alfredo Morelos |

| Arbitro: | Bobby Madden |

|                                                                                         |           |                    |
| Graeme Shinnie 11’ Gary Mackay-Steven 36’ Gary Mackay-Steven 45’ Gary Mackay-Steven 62’ | Marcatori | 89’ Anthony Stokes |

| Arbitro: | Nick Walsh |

|                                 |           |                  |
| Anthony Stokes 21’ Oli Shaw 75’ | Marcatori | 14’ Craig Curran |

| Edimburgo 27 dicembre 2017, ore 20:45 21ª giornata | Hearts        | 0 – 0 referto | Hibernian | Tynecastle Park (19.316 spett.)\| Arbitro: \| Steven McLean \| |
| Arbitro:                                           | Steven McLean |               |           |                                                                |

| Arbitro: | Alan Muir |

|              |           |              |
| Oli Shaw 23’ | Marcatori | 1’ Kris Boyd |

| Arbitro: | Don Robertson |

|  |           |                 |
|  | Marcatori | 52’ John McGinn |

| Arbitro: | Bobby Madden |

|                     |           |  |
| Leigh Griffiths 27’ | Marcatori |  |

| Arbitro: | Alan Muir |

|                                        |           |                 |
| Florian Kamberi 28’ Brandon Barker 47’ | Marcatori | 78’ Curtis Main |

| Arbitro: | Willie Collum |

|               |           |                                           |
| Sean Goss 73’ | Marcatori | 41’ John McGinn 75’ (rig.) Jamie Maclaren |

| Arbitro: | Andrew Dallas |

|                                      |           |  |
| Martin Boyle 46’ Florian Kamberi 60’ | Marcatori |  |

| Arbitro: | Kevin Clancy |

|                                       |           |                                     |
| Jordan Jones 58’ Kris Boyd 61’ (rig.) | Marcatori | 1’ Florian Kamberi 9’ Ryan Porteous |

| Arbitro: | Steven McLean |

|                                                             |           |                 |
| Florian Kamberi 17’ Florian Kamberi 63’ Florian Kamberi 85’ | Marcatori | 9’ Marios Ogboe |

| Arbitro: | Bobby Madden |

|                                    |           |  |
| Scott Allan 59’ Jamie Maclaren 80’ | Marcatori |  |

| Arbitro: | John Beaton |

|                |           |                |
| Chris Kane 83’ | Marcatori | 2’ Efe Ambrose |

| Arbitro: | Andrew Dallas |

|                                    |           |  |
| Jamie Maclaren 71’ Paul Hanlon 76’ | Marcatori |  |

| Arbitro: | Bobby Madden |

|                 |           |              |
| Billy McKay 28’ | Marcatori | 90’ Oli Shaw |

#### Seconda fase
| Arbitro: | Steven McLean |

|                                        |           |                     |
| Jamie Maclaren 25’ Vykintas Slivka 80’ | Marcatori | 87’ Odsonne Edouard |

| Arbitro: | Don Robertson |

|                                                                                                   |           |                                                |
| Scott Allan 29’ Steven Whittaker 54’ Jamie Maclaren 64’ Florian Kamberi 76’ Brandon Barker 90'+2’ | Marcatori | 33’ Kris Boyd 61’ Stuart Findlay 80’ Kris Boyd |

| Aberdeen 5 maggio 2018, ore 16:00 3ª giornata | Aberdeen    | 0 – 0 referto | Hibernian | Pittodrie Stadium (17.822 spett.)\| Arbitro: \| John Beaton \| |
| Arbitro:                                      | John Beaton |               |           |                                                                |

| Arbitro: | Craig Thomson |

|                                       |           |                            |
| Kyle Lafferty 26’ Steven Naismith 57’ | Marcatori | 48’ (rig.) Florian Kamberi |

| Arbitro: | Andrew Dallas |

| |           |                                                                                         |
| Florian Kamberi 10’ (rig.) Scott Allan 19’ Jamie Maclaren 22’ Jamie Maclaren 70’ Jamie Maclaren 90'+3’ | Marcatori | 25’ James Tavernier 27’ Jordan Rossiter 40’ Bruno Alves 54’ Jason Holt 68’ Josh Windass |

### Scottish Cup
| Arbitro: | Kevin Clancy |

|               |           |  |
| Don Cowie 87’ | Marcatori |  |

### Scottish League Cup
| Arbitro: | Andrew Dallas |

|                                                                             |           |  |
| Simon Murray 12’ Fraser Murray 22’ Simon Murray 53’ Brian Graham 88’ (rig.) | Marcatori |  |

| Arbitro: | Steven McLean |

|  |                      |  |
|  | Tiri di rigore 4 – 3 |  |

| Arbitro: | Stephen Finnie |

| |           |                  |
| Simon Murray 18’ Ryan Porteous 45’ Simon Murray 51’ John McGinn 53’ Ryan Porteous 88’ Simon Murray 90'+1’ | Marcatori | 38’ Steven Doris |

| Arbitro: | Willie Collum |

|  |           |                                                     |
|  | Marcatori | 15’ Fraser Murray 53’ Simon Murray 80’ Simon Murray |

| Arbitro: | Kevin Clancy |

|                                                                                                  |           |  |
| Anthony Stokes 20’ Simon Murray 31’ Anthony Stokes 59’ Efe Ambrose 69’ Deivydas Matulevicius 85’ | Marcatori |  |

| Arbitro: | Bobby Madden |

|                                                              |           |                                       |
| Danny Swanson 18’ Martin Boyle 32’ Anthony Stokes 83’ (rig.) | Marcatori | 10’ Alan Lithgow 28’ Raffaele De Vita |

| Arbitro: | Kevin Clancy |

|                                        |           |                                                |
| Anthony Stokes 59’ (rig.) Oli Shaw 70’ | Marcatori | 15’, 42’ Mikael Lustig 66’, 88’ Moussa Dembélé |